# Франько, Дмитрий Васильевич
Дмитрий Васильевич Франько (укр. Дмитро Васильович Франько; 25 октября 1913, Натягайливка Елисаветградский уезд, Херсонская губерния, Российская империя (ныне Вознесенск, Николаевской области Украины) — 4 ноября 1982, Киев) — украинский советский актёр театра и кино, народный артист Украинской ССР (1969), заслуженный деятель искусств Дагестанской АССР (1974).

## Биография
В 1938 году окончил Киевский театральный институт (ныне Киевский национальный университет театра, кино и телевидения имени И. К. Карпенко-Карого.
В 1938—1944 годах — актёр Киевского театра Особого военного округа, артист фронтовой бригады, в 1944—1947 годах — театра Советской армии Одесского военного округа (ныне Львовский драматический театр имени Леси Украинки).
С 1947 года — актёр Киевского академического театра русской драмы имени Леси Украинки. Одновременно преподавал в Киевском театральном институте.
С 1953 года снимался в кино. Сыграл в более, чем 30 фильмах.
Умер 4 ноября 1982 г. в Киеве. Похоронен на старой части Байкового кладбища (участок № 3), неподалеку от могилы Леси Украинки, вместе с женой.

## Избранная фильмография
- 1983 — Счастье Никифора Бубнова — Прокоп Максимович
- 1982 — Преодоление — Матвеич, камердинер Кабардиных
- 1982 — Открытие
- 1982 — Нежность к ревущему зверю — Аким Иванович, знакомый Бориса
- 1982 — Казнить не представляется возможным — эпизод
- 1981 — Утро вечера мудренее — Тарас Тимофеевич Доценко, отец Юрия, мастер токарного участка
- 1981 — Девушка и море — дед Фёдор
- 1981 — Беспокойное лето — сторож лодочной станции
- 1980 — Частное лицо — Игнат Петрович Барабулька, участковый
- 1980 — Пора летних гроз
- 1979 — Стеклянное счастье — Никифор Дзякун
- 1979 — Пробивной человек — Николай Петрович, старый начальник автобазы
- 1979 — Мой генерал  — Иннокентий Евлампиевич, дедушка Кешки
- 1979 — Крутое поле — Кочкарин
- 1978 — Неудобный человек — Евгений Александрович Бекташев, мастер участка
- 1978 — Будьте готовы, Ваше Высочество! — Михаил Борисович, начальник лагеря
- 1976 — Освобождение Праги — генерал Рыбалко
- 1976 — Два капитана — эпизод
- 1975 — Я — Водолаз 2 — Федор Артемьевич Кулик
- 1974 — Юркины рассветы — регистратор в ЗАГСе (нет в титрах)
- 1974 — Совесть — Григорий Максимович Осипов, участковый
- 1974 — Лето в Журавлином — Семен Миронец
- 1973- 1974 — Высокое звание  — Павел Максимович Гайдабура, командующий армией
- 1973 — Ринг — Федор Попов, сотрудник милиции
- 1971 — Инспектор уголовного розыска  — сосед Зои
- 1971 — Всего три недели... — бухгалтер
- 1971 — Битва за Берлин. Последний штурм — маршал
- 1970 — Море в огне — Приходько, отец Юли и Жени
- 1969 — Сердце Бонивура — полковник
- 1969 — Варькина земля  — старшина милиции
- 1968 — 1971 — Освобождение — Павел Рыбалко
- 1968 — Огненная дуга — генерал-лейтенант, командующий танковой армией
- 1968 — Прорыв — генерал
- 1968 — Разведчики — полковник Евсюков
- 1968 — Вечер на Ивана Купала — Терентий Корж, казак, отец Пидорки
- 1967 — Непоседы — начальник отдела кадров, набирал молодежь в Сибирь на стройку
- 1967 — Если покинешь меня (фильм-спектакль) — Кодл
- 1966 — Фитиль (короткометражный)
- 1966 — Два года над пропастью  — эпизод
- 1964 — Страница жизни (фильм-спектакль) — Тарас Шевченко
- 1964 — Сон — Жуковский, поэт
- 1964 — Пятый тополь
- 1964 — Ночь и день (фильм-спектакль)
- 1963 — Юнга со шхуны «Колумб» — Ковальчук
- 1962 — Цветок на камне — Паша Чмых
- 1962 — Где-то есть сын — Егор Карпов
- 1959 — Черноморочка — Терентий Тарасович Бодяга, старшина
- 1958 — Огненный мост (фильм-спектакль) — Горбенко
- 1958 — Город зажигает огни  — раненый в госпитале
- 1957 — Шельменко-денщик  — Лопуцковский
- 1957 — Дорогой ценой — офицер с усами (нет в титрах)
- 1957 — Правда — управляющий пана Чубатенко
- 1957 — Крутые ступени  —  Морозов, шофёр
- 1957 — Конец Чирвы-Козыря — Гунявый
- 1957 — Далёкое и близкое — Пикатий
- 1955 — Приключения с пиджаком Тарапуньки (короткометражный)
- 1953 — Команда с нашей улицы — тренер (нет в титрах)